# AS Monaco FC
Association Sportive de Monaco Football Club este un club de fotbal din Principatul Monaco care evoluează în Ligue 1. Este unul dintre cluburile cele mai importante ale competiției, dar datorită faptului că clubul este bazat în microstatul Monaco, este privit cu suspiciune de o parte a publicului francez. Palmaresul clubului conține 8 campionate, 5 cupe ale Franței și o cupă a Ligii franceze. De asemenea este unul dintre cele 3 cluburi franceze care au jucat o finală de Liga Campionilor.
Stadionul pe care joacă echipa, Stade Louis II, este unul dintre cele mai moderne stadioane din Europa, care, în ciuda capacității sale de doar 18.500 locuri, găzduiește anual numeroase competiții sportive, printre care Supercupa Europei. Stadionul a fost construit pe un teren recuperat din Marea Mediterană și este situat în cartierul Fontvieille al orașului. Media de spectatori pe meci este considerată derizorie pentru o echipă din prima ligă franceză, aceasta situândus-e în jurul valorii de 10.000 spectatori pe meci. Totuși, ținând cont de faptul că populația Monacoului nu depășește cu mult 30.000 locuitori și faptul că clubul se află în competiție directă cu OGC Nice din orașul Nisa, aflat la 20 km, face ca AS Monaco să fie clubul cu una dintre cele mai mari rapoarte spectatori/locuitori din Franța.

## Lotul actual
La 1 iulie 2025.
| Nr. |                            | Poziție | Jucător                              |
| --- | -------------------------- | ------- | ------------------------------------ |
| 1   | Polonia                    | P       | Radosław Majecki                     |
| 2   | Brazilia                   | F       | Vanderson                            |
| 4   | Țările de Jos              | F       | Jordan Teze                          |
| 5   | Germania                   | F       | Thilo Kehrer (vice-căpitan)          |
| 6   | Elveția                    | M       | Denis Zakaria (căpitan)              |
| 7   | Maroc                      | M       | Eliesse Ben Seghir                   |
| 8   | Franța                     | M       | Paul Pogba                           |
| 9   | Statele Unite ale Americii | A       | Folarin Balogun                      |
| 10  | Rusia                      | M       | Aleksandr Golovin (al 3-lea căpitan) |
| 11  | Franța                     | M       | Maghnes Akliouche                    |
| 12  | Brazilia                   | F       | Caio Henrique                        |
| 13  | Franța                     | F       | Christian Mawissa                    |
| 14  | Danemarca                  | A       | Mika Biereth                         |

| Nr. |                  | Poziție | Jucător                                |
| --- | ---------------- | ------- | -------------------------------------- |
| 15  | Senegal          | M       | Lamine Camara                          |
| 16  | Elveția          | P       | Philipp Köhn                           |
| 17  | Coasta de Fildeș | F       | Wilfried Singo                         |
| 18  | Japonia          | A       | Takumi Minamino                        |
| 20  | Franța           | F       | Kassoum Ouattara                       |
| 21  | Franța           | A       | George Ilenikhena                      |
| 22  | Ghana            | F       | Mohammed Salisu                        |
| 27  | Senegal          | A       | Krépin Diatta                          |
| 31  | Spania           | A       | Ansu Fati (împrumutat de la Barcelona) |
| 36  | Elveția          | A       | Breel Embolo                           |
| 37  | Franța           | M       | Edan Diop                              |
| 50  | Franța           | P       | Yann Liénard                           |
| 88  | Franța           | F       | Soungoutou Magassa                     |

## Jucători notabili
| - Armand Forcherio - Manuel Amoros - Marcel Artelesa - Fabien Barthez - Bruno Bellone - Henri Biancheri - Dominique Bijotat - Georges Casolari - Rolland Courbis - Lucien Cossou - Marcel Dib - Youri Djorkaeff - Yvon Douis - Franck Dumas - Jean-Luc Ettori - Patrice Evra - Ludovic Giuly - Michel Hidalgo - Thierry Henry - Sylvain Legwinski - François Ludo - Gaël Givet | - Raymond Kaelbel - Emmanuel Petit - Jean Petit - Claude Puel - Luc Sonor - Sébastien Squillaci - Lilian Thuram - David Trezeguet - Lucas Bernardi - Marcelo Gallardo - Delio Onnis - Maicon - Dimitar Berbatov - Youssouf Fofana - James Rodríguez - Jaroslav Plašil - Shabani Nonda - Flavio Roma - George Weah - Rafael Márquez - Bart Carlier - Victor Ikpeba - Diego Pérez |

## Antrenori
| - Jean Batmale (1948–50) - Elek Schwartz (1950–52) - Angelo Grizzetti (1952–53) - Ludwic Dupal (1953–56) - Anton Marek (1956–57) - Louis Pirroni (1957–58) - Lucien Leduc (1958–63) - Roger Courtois (1963–65) - Louis Pirroni (1965–66) - Pierre Sinibaldi (1966–69) - Louis Pirroni (1969–70) - Robert Domergue (1969–70) - Jean Luciano (1970–72) - Ruben Bravo (1972–74) - Alberto Muro (1974–75) - Armand Forcherio (1976) - Lucien Leduc (1977–79) - Gérard Banide (1979–83) | - Lucien Muller (1983–86) - Ștefan Kovács (1986–87) - Arsène Wenger (1987–95) - Jean-Luc Ettori (1995–95) - Gérard Banide (1995) - Jean Tigana (1995–99) - Claude Puel (1999–01) - Didier Deschamps (2001–05) - Francesco Guidolin (2005–06) - László Bölöni (2006) - Laurent Banide (2006–07) - Ricardo Gomes (2007–09) - Guy Lacombe (2009–11) - Laurent Banide (2011) - Marco Simone (2011–2012) - Claudio Ranieri (2012–2014) - Leonardo Jardim (2014-) |

## Palmares

### Titluri Naționale
| Competiții             | Poziția       | Titluri | Sezoane                                         |
| ---------------------- | ------------- | ------- | ----------------------------------------------- |
| Ligue 1                | Campioană     | 8       | 1961, 1963, 1978, 1982, 1988, 1997, 2000, 2017. |
| Ligue 1                | Vicecampioană | 8       | 1964, 1984, 1991, 1992, 2003, 2014, 2018, 2024. |
| Cupa Franței           | Campioană     | 5       | 1960, 1963, 1980, 1985, 1991.                   |
| Cupa Franței           | Finalistă     | 5       | 1974, 1984, 1989, 2010, 2021.                   |
| Supercupa Franței      | Campioană     | 6       | 1961, 1985, 1997, 2000.                         |
| Supercupa Franței      | Finalistă     | 6       | 1960, 2017, 2018, 2024.                         |
| Cupa Ligii Franței     | Campioană     | 1       | 2003.                                           |
| Cupa Ligii Franței     | Finalistă     | 3       | 2001, 2017, 2018.                               |
| Ligue 2                | Campioană     | 1       | 2013.                                           |
| Ligue 2                | Vicecampioană | 3       | 1953, 1971, 1977.                               |
| Championnat National 2 | Campioană     | 3       | 1964, 1971, 2008                                |
| Coupe Charles Drago    | Campioană     | 1       | 1961                                            |
| Coupe Gambardella      | Campioană     | 5       | 1962, 1972, 2011, 2016 , 2023                   |

- Referințe:[3][4][5][6][7][8][9][10]

### Cupele Europene
| Competiții            | Poziția   | Titluri | Sezoane           |
| --------------------- | --------- | ------- | ----------------- |
| UEFA Champions League | Finalistă | 0       | 2004              |
| Cupa Cupelor          | Finalistă | 0       | 1992              |
| Cupa Alpilor          | Campioană | 3       | 1979, 1983, 1984. |
| Cupa Alpilor          | Finalistă | 1       | 1985.             |

- Referințe:[11][12][13][14][15][16]

## Recorduri
| Nume             | Meciuri     |
| ---------------- | ----------- |
| Jean-Luc Ettori  | 755 meciuri |
| Claude Puel      | 602         |
| Jean Petit       | 428         |
| Manuel Amoros    | 349         |
| Christian Dalger | 334         |
| Marcel Dib       | 326         |
| François Ludo    | 319         |
| Luc Sonor        | 315         |
| Michel Hidalgo   | 304         |
| Armand Forcherio | 303         |

| Nume             | Goluri     |
| ---------------- | ---------- |
| Delio Onnis      | 223 goluri |
| Lucien Cossou    | 115        |
| Christian Dalger | 89         |
| Victor Ikpeba    | 77         |
| Jean Petit       | 76         |
| Yvon Douis       | 74         |
| Youri Djorkaeff  | 68         |
| Shabani Nonda    | 67         |
| Sonny Anderson   | 67         |
| George Weah      | 66         |